# Pizzo
Pizzo é uma comuna italiana da região da Calábria, província de Vibo Valentia, com cerca de 8.596 habitantes. Estende-se por uma área de 22 km², tendo uma densidade populacional de 391 hab/km². Faz fronteira com Curinga (CZ), Francavilla Angitola, Maierato, Sant'Onofrio, Vibo Valentia.

## Demografia
| Variação demográfica do município entre 1861 e 2011                               |
|                                                                                   |
| Fonte: Istituto Nazionale di Statistica (ISTAT) - Elaboração gráfica da Wikipedia |